# 南波志帆
南波 志帆（なんば しほ、1993年6月14日 - ）は、日本の歌手。所属芸能事務所はホリプロ、所属レコードレーベルはポニーキャニオン。

## 来歴
福岡県出身。小学校6年生のとき、福岡市で行われた歌のイベントに出場した際にスカウトされる。
2008年、『SCHOOL OF LOCK!』（TOKYO FM）が開催した「第3回モデチャングランプリ」に参加し、準グランプリとなる。このことがきっかけとなって矢野博康と出会い、同年11月18日にLD&K Recordsからミニアルバム「はじめまして、私。」をリリースし、インディーズデビュー。
2010年6月、ポニーキャニオンからミニアルバム「ごめんね、私。」をリリースし、メジャーデビュー。その後、8月20日に初のワンマンライブ「THE NANBA SHOW 『FANTASIC STORY』」を開催する。12月5日には初の自主企画ライブイベント「THE NANBA SHOW 相当衝撃的なスクールポップ!! 〜代官山に隠れて〜」を開催し、以降シリーズ化する。2011年、10月29日から11月4日にかけて初のワンマンツアー「THE NANBA SHOW 『FANTASIC STORY』TOUR 2011」を開催する。
2012年4月、大学に進学する。7月25日にシングル「髪を切る8の理由。」をリリースし、この曲のミュージックビデオの撮影にあたって自身初のショートヘアに挑戦する。2013年は、竹中夏海振り付けによる「舞い」をライブに取り入れる。8月にはコトリンゴとのワンマンライブ「コトリトナンバ」を行う。またタルトタタンとの共同主催ライブ「ナンバタタン・ノ・ズレテルナイト」を8月から5カ月連続で開催。さらにtofubeats、羊毛とおはなとのコラボなど、様々な活動を行う。
2014年は、1月から月一回のライブイベント「ZANSHING SUN FESTIVAL」に出演、2月には2度目となる「コトリトナンバ」を行う。また、タルトタタンとのユニット THE NANBATATIN（ナンバタタン）に参加し、2月5日にアルバム『ガールズ・レテル・トーク』をリリースした。
さらに、クリエーターズユニット「xxx of WONDER（オブ・ワンダー）」に参加し、6月18日にミニアルバム「WONDER of WONDER」をリリースした。アルバム内では、初の作詞にも挑戦する。また、7月21日には西武ドームで初の始球式を行った。
2015年3月には、3年間MCを務めたNHKワンセグ2『ワンセグ☆ふぁんみ』が終了したが、同月末からはNHK-FM『ミュージックライン』のDJを務める。また、5月には初めての船上ライブやカフェワンマンライブ、11月にはRAM RIDERとのユニット「SHIHO RIDER」による初めてのライブを行うなど、精力的なライブ活動を続けている。
2016年1月、タワーレコード内に新レーベル「sparkjoy records」（スパークジョイレコーズ）を設立、その第1弾作品として、自身のオリジナルアルバムをリリースすること、またレーベル設立を記念した主催ライブが3月から3ヶ月連続で行われることが発表された。4月、3年4ヶ月ぶりのオリジナルアルバム『meets sparkjoy』をリリース。3月から毎月行われたレーベル設立記念イベント「sparkjoy hour」を経て、7月には4年半ぶりのワンマンツアー「THE NANBA SHOW 『meets sparkjoy』 tour 2016☆」を、大阪、福岡、東京で実施した。さらに12月にはミニアルバム「ドラマチックe.p.」をリリースした。

## 人物
3歳のころからジャズダンスを習っていたため、ダンスが得意。また書道も得意で、オフィシャルサイトでは、書道の腕前を活かして南波が自身の気持ちを漢字1文字で表現する『不定期で書。』という連載企画が行われている。
アーバンギャルドのボーカル・浜崎容子とは、2011年にライブで競演して以来、プライベートでも親交がある。また、お笑い芸人のバカリズムとも親しい。
でんぱ組.incの夢眠ねむは南波のファンを公言しており、「THE NANBA SHOW 相当衝撃的なスクールポップ!! Vol.4 〜この支配からの卒業スペシャル☆〜」ではDJとしてゲスト参加した。
ガールズバンドのねごとや赤い公園ともイベントなどで競演して以来、プライベートでも親交があり、自身が企画した「ZANSHING SUN FESTIVAL」にも呼んでいる。

## 音楽性
「マジックヴォイス」と評される、浮遊感かつ透明感あふれる歌声が特徴。西日本新聞の「クロスMAX Q〜MUSIC!」では、「10代のころにしか感じられない微妙な心の揺れ動き、人との距離感、目に映る景色といったものを真空パックに封じ込めたような音楽」と評された。
もっとも、南波本人は当初「歌手は声がパワフル」というイメージを抱いていたため、自分の声をコンプレックスに感じていた。しかし、矢野博康から「息を抜いて空気を多めに、ささやくような感じで歌う」よう指示を受けたことがきっかけとなり、自分の声に自信が持てるようになったという。
インディーズ時代から矢野博康が音楽プロデューサーを務めている。また、アルバム『水色ジェネレーション』以降、アートワークは吉田ユニが手掛けることが多い。アルバムやシングルの作家陣が豪華なのは、特にそれがプロデュースの方針というわけではなくて、デビュー前からスタッフ間で「色んな人と組んでやってみたい」という話があり、それでまずは矢野が自身の親しい音楽仲間を中心に楽しみながら作っていたらそれが徐々に評判になり、自然と自分も参加したいという人間が増えてきた結果である。
ライブではKORGのタッチパッドで操作する手の平サイズのシンセサイザー「KAOSSILATORシリーズ」で演奏もする。歌以外にも何か楽器で音を出せたらと思い、キーボードやギターはすでにやっている人間がたくさんいるので、これを選んだという。

## ディスコグラフィ

### インディーズ

#### ミニアルバム（インディーズ）
| 枚  | 発売日         | タイトル           | 規格品番  |
| --- | -------------- | ------------------ | --------- |
| 1st | 2008年11月18日 | はじめまして、私。 | LRTCD 028 |
| 2nd | 2009年9月15日  | 君に届くかな、私。 | LRTCD 040 |

#### リミックスアルバム（インディーズ）
| 枚  | 発売日        | タイトル                   | 規格品番  | 備考                                                                         |
| --- | ------------- | -------------------------- | --------- | ---------------------------------------------------------------------------- |
| 1st | 2009年8月11日 | ティーンエイジシンフォニー | LRTCD 038 | タワーレコード、ヴィレッジヴァンガード、LD&Kオンラインショップのみの限定発売 |

#### 配信限定EP（インディーズ）
- クラスメイト（2009年8月11日リリース[34]）

### メジャー

#### シングル
| 枚  | 発売日         | タイトル             | 規格品番   | 備考                                  | 最高順位 |
| --- | -------------- | -------------------- | ---------- | ------------------------------------- | -------- |
| 1st | 2010年12月1日  | オーロラに隠れて     | PCCA-03303 |                                       |          |
| 2nd | 2011年6月15日  | こどなの階段         | BRCA-00003 | タワーレコードのみの限定発売          | 28位     |
| 3rd | 2012年3月7日   | 少女、ふたたび       | PCCA-70322 |                                       | 50位     |
| 4th | 2012年7月25日  | 髪を切る8の理由。    | PCCA-70336 | 先着特典CD付き                        | 57位     |
| 5th | 2012年11月7日  | MUSIC                | PCCA-70343 |                                       | 80位     |
| 6th | 2016年12月21日 | 真夜中のヘッドフォン | TH-7NS     | オリジナルヘッドホン付で限定300台販売 |          |
|     | 2017年3月8日   | 真夜中のヘッドフォン | SPJR-004   | 2曲入りシングルとして発売             | 151位    |

#### シングルDVD
| 枚  | 発売日        | タイトル                                     | 規格品番   |
| --- | ------------- | -------------------------------------------- | ---------- |
| 1st | 2010年9月29日 | こえをきかせて〜「こびと観察入門」テーマ曲〜 | PCBP-52005 |

#### アルバム

##### オリジナルアルバム
| 枚  | 発売日         | タイトル             | 規格品番   | 最高順位 |
| --- | -------------- | -------------------- | ---------- | -------- |
| 1st | 2011年7月20日  | 水色ジェネレーション | PCCA-03444 | 38位     |
| 2nd | 2012年12月5日  | 乙女失格。           | PCCA-03714 | 66位     |
| 3rd | 2016年4月6日   | meets sparkjoy       | SPJR-001   | 45位     |
| 4th | 2018年11月17日 | Fille! Fille! Fille! | SPJR-005   |          |

##### ミニアルバム
| 枚  | 発売日        | タイトル         | 規格品番   | 最高順位 |
| --- | ------------- | ---------------- | ---------- | -------- |
| 1st | 2010年6月23日 | ごめんね、私。   | PCCA-03238 | 155位    |
| 2nd | 2016年12月7日 | ドラマチックe.p. | SPJR-003   | 103位    |

##### カバーアルバム
| 枚  | 発売日        | タイトル             | 規格品番  | 最高順位 |
| --- | ------------- | -------------------- | --------- | -------- |
| 1st | 2012年7月25日 | "Choice" by 南波志帆 | HBRJ-1005 | 159位    |

##### アナログレコード
| 枚  | 発売日        | タイトル              | 規格品番 | 最高順位 |
| --- | ------------- | --------------------- | -------- | -------- |
| 1st | 2016年10月5日 | Good Morning Sunshine | SPJR-002 |          |

##### ベストアルバム
| 枚  | 発売日        | タイトル | 規格品番   | 最高順位 |
| --- | ------------- | -------- | ---------- | -------- |
| 1st | 2018年3月14日 | 無色透明 | PCCA-04631 |          |

## 参加作品
| 発売日         | タイトル                                                                                      | 規格品番              | 収録曲                                                                                                |
| -------------- | --------------------------------------------------------------------------------------------- | --------------------- | --- |
| 2009年1月28日  | ディズニー・ドリーム・ポップ 〜トリビュート・トゥ・東京ディズニーリゾート® 25thアニバーサリー | AVCW-12704            | 「スーパーカリフラジリスティックエクスピアリドーシャス」をカバー。                                    |
| 2011年6月27日  | アマールカ ブック 〜おやすみ編〜                                                              | LDBDV-002             | 「Message To Michael」で参加。                                                                        |
| 2011年11月25日 | アマールカの子守唄                                                                            | LRTCD-062             | 「Message To Michael」で参加。                                                                        |
| 2012年4月11日  | RAM RIDER 『AUDIO GALAXY - RAM RIDER vs STARS!!! -』                                          | CRCP-40316            | 「VOICE -とおくのきみへ-」にボーカルとして参加。                                                      |
| 2012年12月12日 | 南波志帆×鈴木慶一 『キャッチコピーのうた』                                                    | MPCS-00007            | 表題曲に参加                                                                                          |
| 2013年4月24日  | tofubeats 『lost decade』                                                                     | QYTB-00001            | 「LOST DECADE feat. 南波志帆」に参加。                                                                |
| 2013年6月26日  | アニメ「惡の華」コンセプトE.P. 『惡の花譜』                                                   | KICS-1916             | 「惡の華 -佐伯奈々子-」にゲストボーカルとして参加。                                                   |
| 2013年8月27日  | 羊毛とおはな／南波志帆 『夢見る森のアマールカ／青の時間』                                     | LRTCD-082             | 「青の時間」にボーカルとして参加。 アマールカ絵本より「森番をやっつけた日」に朗読として参加。         |
| 2013年9月25日  | コンピレーションアルバム 『猫と音楽の蜜月』                                                   | VSCD-1746             | 「自己紹介をするよ」で参加。                                                                          |
| 2014年2月5日   | THE NANBATATIN（ナンバタタン） 『ガールズ・レテル・トーク』                                   | ERCD-23003 ERCD-18001 | 全曲にボーカルで参加。                                                                                |
| 2014年6月18日  | xxx of WONDER（オブ・ワンダー） 『WONDER of WONDER』                                          | DQC-1288              | 全曲にボーカルで参加。「ドウカシテル！」では作詞も担当している。                                      |
| 2014年12月3日  | DJ JET BARON 『Enak Dealer』                                                                  | UICY-15352            | 「Jockie "Mastabass" Suama / カレイドスコープ feat. 南波志帆 (DJ JET BARON Remix)」にボーカルで参加。 |
| 2016年5月11日  | CTS 『WAVINESS』                                                                              | UICV-9177             | 「WAVINESS feat. 南波志帆」にボーカルで参加。                                                         |
| 2017年9月27日  | コンピレーションアルバム 『Sweets Wonderland』                                                | TKCA-74552            | 「HYPER 90'S CHOCOLATE BOYFRIEND」で参加。（JUDY AND MARYのカバー）                                   |
| 2017年10月4日  | 『TVアニメ「18if」主題歌集』                                                                  | KICA-3268             | 「ファクター・ワード」に住友花子（CV:南波志帆）で参加。                                               |
| 2018年3月14日  | SOROR 『new life wave』                                                                       | CNQ-0007              | 「ヴィーナス・ルール feat. 南波志帆」で参加。配信開始は2017年10月28日。                               |

## タイアップ一覧
| 楽曲                   | タイアップ                                                                                                  |
| ---------------------- | --- |
| それでも言えない YOU&I | フジテレビ系『グータンヌーボ』2009年8 - 9月度エンディング・テーマ                                           |
| クラスメイト           | フジテレビ系『たけしのコマ大数学科』エンディング・テーマ                                                    |
| 宇宙の中のふたりぼっち | 九州生乳販売農業協同組合連合会「九州 Love Milk Club」CMソング                                               |
| ごめんね、私。         | テレビ東京系アニメ『FAIRY TAIL』エンディング・テーマ                                                        |
| ごめんね、私。         | BS日テレ『石田純一の街の達人』2010年8月度エンディング・テーマ                                               |
| スローモーション       | フジテレビ系『フジ算』エンディング・テーマ                                                                  |
| シャイニングスター     | セガトイズ「新茶犬の風車のおうち」CMソング                                                                  |
| 解きかけのパズル       | キッズステーションアニメ『カルルとふしぎな塔』主題歌                                                        |
| こえをきかせて         | DVD『こびと観察入門』テーマソング                                                                           |
| こどなの階段           | 「ポッキー チョコレート」スペースシャワーTVバージョンCFソング                                               |
| こどなの階段           | 「2011 PARCO SWIM DRESS」CMソング                                                                           |
| こどなの階段           | テレビ東京系『JAPAN COUNTDOWN』2011年6月度テーマソング                                                      |
| 少女、ふたたび         | TBS系ドラマ『家族八景 Nanase,Telepathy Girl's Ballad』主題歌                                                |
| 少女、ふたたび         | tvk『saku saku』2012年3月度エンディング・テーマ                                                             |
| トラベリンライト       | 集英社『週刊ヤングジャンプ増刊アオハル sweet』『週刊ヤングジャンプ増刊アオハル bitter』エンディング・テーマ |
| 天国のキッス           | NATURAL BEAUTY BASIC CMソング                                                                               |
| MUSIC                  | ベルクラシック93KEY CMソング                                                                                |
| オノマトペの歌         | 広島テレビ『もりもり！コジマトペー』エンディングテーマ                                                      |
| 月曜9時のおままごと    | NHK-FM『ミュージックライン』2016年度12月・1月エンディングテーマ                                             |
| polar express          | 「クレヴィア神戸ポートアイランド」CMソング                                                                  |
| Fille! Fille! Fille!   | NHK-FM『ミュージックライン』2018年度10月・11月のエンディングテーマ                                          |

## ミュージックビデオ
| 監督                    | 曲名                               |
| ----------------------- | ---------------------------------- |
| 児玉裕一                | 「ごめんね、私。」                 |
| 島田大介                | 「髪を切る8の理由。」              |
| 島田大介 / 佐渡恵理     | 「MUSIC」                          |
| 須藤カンジ              | 「オーロラに隠れて」               |
| 関和亮                  | 「こどなの階段」「少女、ふたたび」 |
| 吉澤正悟                | 「クラスメイト」「ストーリー」     |
| 小山奈々子／森岡千織    | 「Good Morning Sunshine」          |
| れもんらいふ            | 「月曜9時のおままごと」            |
| 佐々木啓仁 （neru lab） | 「Fille! Fille! Fille!」           |

## ツアー・イベント

### ファースト・ワンマンライブ
| 名前                              | 日付          | 会場                          |
| --------------------------------- | ------------- | ----------------------------- |
| THE NANBA SHOW 『FANTASIC STORY』 | 2010年8月20日 | 東京・渋谷 duo MUSIC EXCHANGE |

### ライブツアー
| 名前                                        | 日付           | 会場                          |
| ------------------------------------------- | -------------- | ----------------------------- |
| THE NANBA SHOW 『FANTASIC STORY』 TOUR 2011 | 2011年10月29日 | 福岡・大名 ROOMS              |
| THE NANBA SHOW 『FANTASIC STORY』 TOUR 2011 | 2011年10月30日 | 大阪・梅田 Shangri-La         |
| THE NANBA SHOW 『FANTASIC STORY』 TOUR 2011 | 2011年11月4日  | 東京・渋谷 duo MUSIC EXCHANGE |

| 名前                                         | 日付          | 会場                           |
| -------------------------------------------- | ------------- | ------------------------------ |
| THE NANBA SHOW 『meets sparkjoy』 tour 2016☆ | 2016年7月15日 | 大阪・心斎橋 LIVE HOUSE Pangea |
| THE NANBA SHOW 『meets sparkjoy』 tour 2016☆ | 2016年7月16日 | 福岡 ROOMS                     |
| THE NANBA SHOW 『meets sparkjoy』 tour 2016☆ | 2016年7月22日 | 東京・O-WEST                   |

### 自主企画ライブイベント
2010年以降、「THE NANBA SHOW 相当衝撃的なスクールポップ!!」と題した自主企画ライブイベントを開催している。このイベントでは、南波は「THE NANBA SHOW 実行委員長」として、パンフレットの作成や開演・終演時の場内アナウンスなどを担当している。
なお、イベントタイトルに使われている「相当衝撃的な」というフレーズは、南波の楽曲「それでも言えない YOU&I」の歌詞から採られたものである。
| 名前                                                                                | 日付          | 会場                          | ゲスト                                                 |
| ----------------------------------------------------------------------------------- | ------------- | ----------------------------- | ------------------------------------------------------ |
| THE NANBA SHOW 相当衝撃的なスクールポップ!! 〜代官山に隠れて〜                      | 2010年12月5日 | 東京・代官山UNIT              | HALCALI 西寺郷太                                       |
| THE NANBA SHOW 相当衝撃的なスクールポップ!! Vol.2                                   | 2011年4月29日 | 東京・Shibuya O-NEST          | ミドリカワ書房 Jackson vibe                            |
| THE NANBA SHOW 相当衝撃的なスクールポップ!! Vol.3                                   | 2011年7月22日 | 東京・渋谷 duo MUSIC EXCHANGE | D.W.ニコルズ カコイミク                                |
| THE NANBA SHOW 相当衝撃的なスクールポップ!! Vol.4 〜この支配からの卒業スペシャル☆〜 | 2012年3月31日 | 東京・Shibuya O-EAST          | きゃりーぱみゅぱみゅ RAM RIDER Base Ball Bear 夢眠ねむ |
| THE NANBA SHOW 相当衝撃的なスクールポップ!! Vol.5                                   | 2012年9月1日  | 東京・Shibuya WWW             | 住岡梨奈 タルトタタン バンドじゃないもん!              |

sparkjoyレーベルの設立を記念して、2016年3月からは東京・TSUTAYA O-WESTにて3か月連続のライブ企画「sparkjoy hour」の開催が決定。
| 名前                       | 日付          | 会場                 | ゲスト                       |
| -------------------------- | ------------- | -------------------- | ---------------------------- |
| sparkjoy hour～girls joy～ | 2016年3月1日  | 東京・Shibuya O-WEST | Negicco 吉澤嘉代子           |
| sparkjoy hour～pops joy～  | 2016年4月25日 | 東京・Shibuya O-WEST | 堂島孝平 ONIGAWARA           |
| sparkjoy hour～city joy～  | 2016年5月24日 | 東京・Shibuya O-WEST | Sugar's Campaign LUCKY TAPES |

### 共同企画ライブイベント
2013年8月から12月まで、「ナンバタタン・ノ・ズレテルナイト」と題した、タルトタタンとの共同企画ライブイベントを開催した。
イベントタイトルに関しては、「自分に合ったスタイルで好きなように音楽を発信すればいいじゃない！ 人と違ってても、ズレててもいいじゃない！ という思いで命名した」という。
| 名前                                   | 日付           | 会場                 | ゲスト                 |
| -------------------------------------- | -------------- | -------------------- | ---------------------- |
| ナンバタタン・ノ・ズレテルナイト vol.1 | 2013年8月23日  | 東京・Shibuya O-NEST | hy4_4yh                |
| ナンバタタン・ノ・ズレテルナイト vol.2 | 2013年9月8日   | 東京・新宿LOFT       | 大森靖子               |
| ナンバタタン・ノ・ズレテルナイト vol.3 | 2013年10月13日 | 東京・Shibuya O-NEST | tofubeats              |
| ナンバタタン・ノ・ズレテルナイト vol.4 | 2013年11月16日 | 東京・Shibuya O-NEST | Negicco                |
| ナンバタタン・ノ・ズレテルナイト vol.5 | 2013年12月15日 | 東京・Shibuya O-NEST | ゲスト枠はナンバタタン |

2014年1月から、“ファッションと音楽の融合”をテーマにした、タワーレコードとSPINNSとの共催ライブイベント「ZANSHING SUN FESTIVAL」を開催した。
| 名前                            | 日付          | 会場                   | ゲスト                                                                    |
| ------------------------------- | ------------- | ---------------------- | ------------------------------------------------------------------------- |
| ZANSHING SUN FESTIVAL Vol.1     | 2014年1月21日 | 原宿ASTRO HALL         | SEBASTIAN X                                                               |
| ZANSHING SUN FESTIVAL Vol.2     | 2014年2月13日 | 原宿ASTRO HALL         | 赤い公園                                                                  |
| ZANSHING SUN FESTIVAL Vol.3     | 2014年3月4日  | 原宿ASTRO HALL         | ねごと                                                                    |
| ZANSHING SUN FESTIVAL〜番外編〜 | 2014年4月22日 | 原宿ASTRO HALL         | Negicco アップアップガールズ（仮） 竹中夏海                               |
| ZANSHING SUN FESTIVAL〜決戦編〜 | 2014年6月8日  | 渋谷duo MUSIC EXCHANGE | 赤い公園 SEBASTIAN X Negicco 竹中夏海 アップアップガールズ（仮） 大森靖子 |

### 10周年記念トーク＆ライブイベント
アニバーサリーイヤーに合わせ、東京・mona recordsにて12月より10カ月連続で毎回ゆかりのゲストを迎えるトーク＆ライブイベント「南波志帆10周年ファン感謝祭！ありが10トークショー」を開催した。
| 名前 | 日付           | 会場               | ゲスト                          |
| --- | -------------- | ------------------ | ------------------------------- |
| 第１回〜メリクリ！あ、矢野さん誕生日前夜じゃん！の巻〜                                                               | 2017年12月23日 | 東京・mona records | 矢野博康                        |
| 第2回〜明けましたね！明けるもんですね！めぐしほ夫婦の2018年！の巻〜                                                  | 2018年1月26日  | 東京・mona records | Megu (Negicco)                  |
| 第3回〜らぶ小川の魅力をみんなに知ってもらいたい！知っておくれ！の巻〜                                                | 2018年2月17日  | 東京・mona records | 小川暖奈 (スパイク)             |
| 第4回〜堂島師匠と南波弟子のおかしな師弟対決！の巻〜                                                                  | 2018年3月17日  | 東京・mona records | 堂島孝平                        |
| 第5回〜えみちゃんと恐怖のゾンビナイト！なぜ春に…！の巻〜                                                             | 2018年4月21日  | 東京・mona records | おかもとえみ                    |
| 第6回〜同い年の天才ももごん襲来！の巻〜                                                                              | 2018年5月19日  | 東京・mona records | もも (チャラン・ポ・ランタン)   |
| 第7回〜25歳になりました、9日遅れの南波生誕祭！祝う歳でもないけど一応ね…！チャームさんも駆けつけてくれるって…！の巻〜 | 2018年6月23日  | 東京・mona records | THE CHARM PARK （ライブゲスト） |
| 第8回〜ちーちゃん久しぶり、チアキさんはじめまして！の巻〜                                                            | 2018年7月21日  | 東京・mona records | チアキ                          |
| 第9回〜RAM RIDERさんとマツモト様と全力で夏らしいことしたい！の巻〜                                                   | 2018年8月18日  | 東京・mona records | RAM RIDER & Yu Matsumoto        |
| 第10回〜ついに涙の最終回！10ヶ月間ありがとう！の巻〜                                                                 | 2018年9月15日  | 東京・mona records | 行達也                          |

### デビュー10周年記念ワンマンライブ
| 名前                                                      | 日付           | 会場                    |
| --------------------------------------------------------- | -------------- | ----------------------- |
| THE NANBA SHOW『10th anniversary oneman live “無色透明”』 | 2018年11月17日 | 東京・マイナビBLITZ赤坂 |

### 出演イベント
- 2009年09月21日 - 夏結び MUSIC FESTIVAL'09
- 2011年07月11日 - 音霊 OTODAMA SEA STUDIO 2011 「やさしさに包まれたなら2011」
- 2012年02月04日 - GIRLS' FACTORY LIVE 0204
- 2012年03月17日 - MUSIC CUBE 12
- 2012年03月20日 - SANUKI ROCK COLOSSEUM～BUSTA CUP 3rd round～
- 2012年05月13日 - TOKYO BOOTLEG CIRCUIT'12
- 2012年06月02日・03日 - アーバンギャルド「病めるアイドルを探せ！ツアー」
- 2012年07月12日 - 隣に引っ越して来ました。あれ??ここは逗子だったのか!?
- 2012年07月27日 - O-EAST presents 「Find Her Finer」
- 2012年07月28日 - GIRLS' FACTORY 12
- 2012年08月26日 - a-nation stadium fes.
- 2012年11月27日 - VOICE FES 2012
- 2012年12月28日 - TBS RADIO presents (有)申し訳ないとSP
- 2013年02月13日 - 魅惑のバレンタインディ POP SHOW
- 2013年03月31日 - LIVE! TOWER RECORDS three cheers～下北沢SHELTER～
- 2013年04月21日 - KAWAii!! MATSURi
- 2013年04月30日 - SHIBUYA GOLDEN GIRL
- 2013年05月04日 - MUSIC HOURS
- 2013年06月22日 - やついいちろう presents YATSUI FESTIVAL! 2013
- 2013年09月15日 - YANO MUSIC FESTIVAL 2013
- 2013年12月25日 - Song for You 2013
- 2014年01月19日 - Mixed Up
- 2014年02月14日 - 360°Premium LIVE : コトリンゴ+南波志帆
- 2014年04月05日 - Yuya Tsuji Presents ETERNAL ROCK CITY.2014
- 2014年05月11日 - アイドルアコースティック
- 2014年06月21日 - やついいちろう presents YATSUI FESTIVAL! 2014
- 2014年06月28日 - 女をなめんなよスペシャルvol.5
- 2014年09月13日 - YANO MUSIC FESTIVAL 2014
- 2014年09月15日 - ぐるぐる回る2014(「xxx of WONDER」として出演)
- 2014年09月28日 - もしもしにっぽんFestival 2014
- 2014年11月18日 - Mixed Up ～Daikanyama Loop 6th Anniversary～
- 2014年12月26日 - 箱庭のクリスマス。

## 受賞歴
- 「ミュージック・ジャケット大賞2012」特別賞（『水色ジェネレーション』、2012年）[83]

## 出演

### テレビ

#### 音楽番組
- MUSIC JAPAN ANNEX（NHK総合）：MC（2012年8月24日）[84]

#### バラエティ番組
- ナチコラル学園（福岡放送）：レギュラー（2009年4月 - 2009年9月）[85]
- ワンセグ☆ふぁんみ（NHKワンセグ2）：MC（2012年4月7日 - 2015年3月7日）[86]
- もりもり！コジマトペー（広島テレビ放送）：レギュラー（2015年10月4日 - 12月26日）

#### アニメ
- カルルとふしぎな塔（2010年10月8日 - 2011年4月15日、キッズステーション） - リリア 役[87]
- 18if（2017年7月 - 、TOKYO MXほか） - 住友花子 役[88]

### ラジオ
- SPACE TRIAL on Saturday：「南波志帆のFANTSIC STORY」担当[89]
- 南波志帆のオールナイトニッポンR（ニッポン放送）：パーソナリティー（2012年3月9日）[12]
- The Nutty Radio Show おに魂（NACK5）：月曜日コーナー「南波志帆の今夜もグラッチェ♪」担当（2012年7月2日[90] - 2013年6月24日）
- ミュージックライン（NHK-FM）：DJ（2015年3月30日 - 2025年3月28日）[91]
- 5分でミュージックライン（NHK-FM）：DJ（2018年4月2日 - 2025年3月）[92]

### 配信
- 女子コレクティブ（2013年9月9日 - 2015年5月7日、2.5D・Ustream）[93]

### ミュージック・ビデオ
- かりゆし58「さよなら」

### DVDブック
- 『アマールカ ブック』シリーズ（ナレーション）[94]